# Numerele de înmatriculare auto în Albania
Numerele de înmatriculare din Albania conțin sigla internațională AL și stema Albaniei.

## Noul Standard
Noul standard se folosește din 2011.Numerele de înmatriculare sunt compuse din două litere, trei cifre și două litere.

## Vechiul Standard
Vechiul standard era alcătuit din patru cifre și o literă.

## Lista  districtelor
Lista districtelor în 
- BC Tropojë
- BR Berat
- BZ Bulqizë
- DI Dibër
- DL Delvinë
- DR Durrës
- DV Devoll
- EL Elbasan
- ER Kolonjë
- FR Fier
- GJ Gjirokastër
- GR Gramsh
- HS Has
- KJ Kavajë
- KO Korçë
- KR Krujë
- KU Kukës
- KV Kuçovë
- LA Kurbin
- LB Librazhd
- LE Lezhë
- LU Lushnjë
- MA Mallakastër
- MR Mirditë
- MT Mat
- PE Peqin
- PG Pogradec
- PR Përmet
- PU Pukë
- SH Shkodër
- SK Skrapar
- SR Sarandë
- TP Tepelenë
- TR Tirana
- VL Vlorë